# Аржантан
Аржантан (фр. Argentan) — город на северо-западе Франции, находится в регионе Нормандия, департамент Орн. Центр одноименного округа и кантонов Аржантан-1 и Аржантан-2. Расположен в 35 км к северу от Алансона и в 55 к югу от Кана, в 3 км от автомагистрали А288, на берегах реки Орн. На юго запале города находится железнодорожная станция Аржантан линии Ле-Ман–Мезидон.
Население (2018) — 13 730 человек.

## История
Поселение на месте современного Аржантана существовало ещё во времена глубокой древности. В античности здесь был один из центров галльского племени арверов — Вагоритум (Vagoritum). После завоевания Галлии римлянами город процветал вплоть до эпохи раннего Средневековья. После начала нападений викингов-норманнов на север Франции Аржантан вошёл в состав преданной им для поселения территории (Нормандии). В XII—XVI веках, на протяжении практически всего позднего Средневековья, город многократно подвергался нападениям и разорению во время войн и вооружённых конфликтов между Францией и Англией. В XVII веке Ж.-Б. Кольбер организует в Аржантане центр по производству кружев, способный конкурировать с производством в Алансоне.
Во время Второй мировой войны, в период битвы за Францию, 5 июня 1944 года Аржантан подвергся жестокой бомбардировке англо-американской авиацией. 15 августа он был осаждён американскими войсками, и 20 августа взят с боем. Во время боёв и бомбардировок до 80 % зданий в Аржантане было уничтожено.

## Достопримечательности
- Замок герцогов (Château des Ducs) XII—XIV веков, бывшая резиденция герцогов Нормандских
- Бывшее аббатство Нотр-Дам, основанное в VII веке; в настоящее время в здании работает ресторан
- Церковь Сен-Жермен XV—XVIII веков
- Церковь Святого Мартина XV—XVI веков
- Средневековая башня Маргариты
- Донжон XII—XIII веков, основа снесённого средневекового замка

## Экономика
Структура занятости населения:
- сельское хозяйство — 0,7 %
- промышленность — 11,4 %
- строительство — 3,2 %
- торговля, транспорт и сфера услуг — 42,0 %
- государственные и муниципальные службы — 42,7 %

Уровень безработицы (2018) — 20,8 % (Франция в целом —  13,4 %, департамент Орн — 10,4 %). 

Среднегодовой доход на 1 человека, евро (2018) — 18 410 (Франция в целом — 21 730, департамент Орн — 20 140).

## Демография
Динамика численности населения, чел.

## Администрация
Пост мэра Аржантана с 2019 года занимает социалист Фредерик Левейе (Frédéric Léveillé). На муниципальных выборах 2020 года возглавляемый им левый список победил во 2-м туре, получив 48,95 % голосов (из трех списков).
| Период | Период | Фамилия               | Партия                             | Примечания                                                                        |
| ------ | ------ | --------------------- | ---------------------------------- | --------------------------------------------------------------------------------- |
| 1965   | 1989   | Жан де Вималь дю Буше | Объединение в поддержку Республики |                                                                                   |
| 1989   | 2001   | Франсуа Дюбен         | Радикальная левая партия           | член Генерального совета департамента, член Регионального совета Нижней Нормандии |
| 2001   | 2019   | Пьер Пави             | Социалистическая партия            | учитель                                                                           |
| 2019   |        | Фредерик Левейе       | Социалистическая партия            | профессор лицея, член Совета департамента                                         |

## Города-побратимы
- Абингдон, Великобритания
- Байя, Венгрия
- Ротенбург-на-Фульде, Германия

## Знаменитые уроженцы
- Жан II, герцог Алансона (1409—1476), военачальник, один из командиров французской армии в Столетней войне
- Шарль Дюфрен (1611—1684), актёр и антрепренёр
- Мари Бракмон (1840—1916), художница, принадлежавшая к кругу импрессионистов
- Фернан Леже (1881—1955), живописец и скульптор
- Андре Мар (1885—1932), художник-кубист, один из основателей художественного направления ар-деко в начале XX века
- Мишель Онфре (1959), философ и писатель, основатель Народного университета в Кане

## Галерея
- Церковь Сен-Жермен
- Церковь Святого Мартина
- Башня Маргарита
- Бывшее аббатство Нотр-Дам